# Hakken over de Sloot: Influencers van Streek
Hakken over de Sloot: Influencers van Streek is een Nederlands realityprogramma dat te zien is op Prime Video en wordt gepresenteerd door Robbert Rodenburg. 
In dit programma ruilen twaalf stadse influencers hun luxe stadsleven in voor de harde realiteit van het Nederlandse platteland. De eerste aflevering was te zien op 24 april 2025. 

## Format
De twaalf influencers voeren uiteenlopende klusjes uit op het platteland, waarmee zij "loon" kunnen verdienen voor een gezamenlijke pot.
Aan het einde van iedere aflevering stemmen de deelnemers op elkaar. De twee kandidaten met de meeste stemmen worden voorgelegd aan de raad, een groep mensen die werkzaam zijn op het platteland en de deelnemers gedurende de week in actie hebben gezien. De raad beslist uiteindelijk wie van de twee het spel moet verlaten.

## Seizoen 1
Het eerste seizoen werd gewonnen door Shirley Cramer, die daarmee een geldbedrag van € 18.500 in de wacht sleepte. 
De deelnemers voerden onder andere werkzaamheden uit op een melkveehouderij in Eastermar, een visafslag op Urk, een varkensboerderij in Bathem en een kippenboerderij in Deurne. 

### Kandidaten
- Deveny Misiedjan
- Faisel Abdoelhak
- Iris de Waard
- Jasey Harders
- Jillian Jordan
- Lena Semenova
- Lisa Sace
- Marc‑Junior Dufour
- Shani van Hoey
- Shirley Cramer
- Tom Haegens
- Yasmine Pierards
- Yordi van der Zwaluw

### Spelverloop
| Kandidaat          | 1    | 2    | 3       | 4    | 5    | 6    | 7    | 8    |
| ------------------ | ---- | ---- | ------- | ---- | ---- | ---- | ---- | ---- |
| Shirley Cramer     | IN   | IN   | IN      | IN   | IN   | IN   | IN   | 1e   |
| Marc-Junior Dufour | IN   | IN   | IN      | IN   | IN   | IN   | IN   | 2e   |
| Faisel Abdoelhak   | IN   | IN   | IN      | IN   | IN   | IN   | IN   | 3de  |
| Jasey Harders      | IN   | IN   | IN      | IN   | IN   | IN   | IN   | 4de  |
| Yordi v/d Zwaluw   | IN   | IN   | IN      | IN   | IN   | IN   | IN   | ELIM |
| Lisa Sace          |      |      | IN      | IN   | IN   | IN   | IN   | ELIM |
| Shani van Rooij    | IN   | IN   | IN      | IN   | IN   | IN   | ELIM |      |
| Iris de Waard      | IN   | IN   | IN      | IN   | IN   | ELIM |      |      |
| Tom Haegens        | IN   | IN   | IN      | IN   | ELIM |      |      |      |
| Lena Semenova      | IN   | IN   | IN      | ELIM |      |      |      |      |
| Yasmine Pierards   | IN   | IN   | Gestopt |      |      |      |      |      |
| Jillian Jordan     | IN   | ELIM |         |      |      |      |      |      |
| Deveny Misiedjan   | ELIM |      |         |      |      |      |      |      |